# نقض اتفاقية بريتون وودز
نقض اتفاقية بربتون وودز
في الأول من شهر تموز - يوليو عام 1944 اجتمع ممثلو 44 دولة في الولايات المتحدة الأميركية في غابات بريتون في نيوهامبشر بالولايات المتحدة الأمريكية لتدارس شؤون وشجون نظام النقد الدولي بعد أن خلخلت معارك الحرب العالمية الثانية كل اقتصاديات الدول الني اشتركت فيها، بما فرضته من أعباء مالية لتلبية متطلبات الاقتصاد الحربي غير المردود الإنتاجي أو الربحي. وقد اتفق المؤتمرون في نهايته على المبادئ العامة التالية :
1. ثثبيت قاعدة الاعتماد على الذهب، وتحويل الدولار إلى ذهب
2. - قابلية تحويل العملات الأساسية إلى الذهب.
3. تأكيد أسعار الصرف الثابت العملات .

ووقعت الدول الأعضاء المشاركة في المؤتمر على اتفاقيتين دوليتين، تتعلق الأولى منها بإنشاء صندوق النقد الدولي، والثانية بتأسيس المصرف الدولي للإنشاء والتعمير. وحظر الانضمام إلى الأولى دون الإسهام في الثانية.
ولقد لعب الذهب دوره المهدئ في تثبيت أسعار الصرف الثابتة للعملات، من عام 1944 إلى الخامس عشر من آب - أغسطس عام 1971، حين أعلن رئيس الولايات المتحدة السابق، وقف بلاده العمل بمبداً تحويل الدولار إلى ذهب، أي تحطيم « العمود الفقري » للنظام النقدي العالي، وذلك من طرف واحد، ودون التشاور مع الدول الأعضاء الموقعة  على اتفاقية بريتون وودز.
أما الأسباب التي حملت الولايات المتحدة على اتخاذ ذلك القرار المنفرد فتعود في مجملها إلى تضاؤل كميات الذهب الموجودة لديها، وهبوطها إلى أقل من 10 ملايين دولار ذهبي، في صيف ذلك العام.
يضاف إلى ذلك تراجع حاد في حصّة الولايات المتحدة من الصادرات الدولية ؛ حيث هبطت إلى 13.6% عام 1973 بعد أن بلغت 23.6% عام 1948.
ولم يكن انحسار مد نصيب أميركا من مجموع التجارة الدولية هو السبب الوحيد الذي حمل الرئيس السابق نيكسون على اتخاذ قراره، بل كانت هناك أسباب أخرى أكرهت الحكومة الأميركية على وقف تحويل الدولار إلى ذهب. وأهمها التكاليف الباهظة التي فرضتها عليها أعباء حرب فيتنام. فلقد اضطرت الخزانة الأميركية إلى إنفاق حوالي 110 مليارات من الدولارات على حربها الخاسرة في فيتنام، من غير أن يكون لتلك
الميارات أي تغطية ذهبية أو غيرها. من هنا تسللت جرثومة النضخم النقدي السرطاني الذي هزّ بعنف أعمدة الاقتصاد الأميركي، وتساقط رذاذه بعد ذلك على جميع الدول الصناعية منها والنامية.
كان من الطبيعي أن يؤدي وقف تحويل الدولار إلى ذهب، وغرز أنياب التضخم في الجسم الاقتصادي الأميركي إلى تدهور نظام أسعار الصرف الثابتة. فتفاقم مشكلة الدولار أدى تلقائياً إلى تحريف تلك الأسعار، وحوّل النقد الورقي الأميركي إلى آله جهنمية للتضخم ذهبت ضحيتها القيمة الفعلية للعملات الأجنبية المرتبطة بالدولار عبر انفاقية بريتون وودز.
ولقد أدى ذلك العامل إلى إطلاق صفارة السباق بين الأسعار والأجور في الأقطار الصناعية المتقدمة، وبدأت تظهر علامات العجز في موازين مدفوعات أكثر الدول، مما حمل « صندوق النقد الدولي » على التساهل في تمويل ذلك العجز، وكا ساعد المملكة المتحدة خلال عامي 1964 - 1968. إذ وافق على منحها قروضاً ذات أجل قصير ومتوسط، بلغت 8 مليارات من الدولارات أي ثلاثة أضعاف ما كان لديها من الاحتياطى الرسمي عند ظهور علامات العجز على ميزان مدفوعاتها . ويتناقض ذلك تناقضاً صارخاً مع قوانين صندوق النقد الدولي ويصفع بنودها بشدة .
ولم يطف ضعف قيمة الدولار على سطح العملات النقدية، إلا بعد بروز ظاهرتين جديرتين بالتسجيل، وهما :
- التصاعد الصاروخي في أرقام تصدير رؤوس الأمؤال الأميركية إلى الخارج .
- تدهور الميزان التجاري الأميركي منذ أواخر عام 1964، وظهور علامات اللهاث عليه.

فالشركات الأميركية الكبرى استغلت فرص الاستثمار الواسعة المفتوحة أمامها خارج حدود الولابات المتحدة أو المتمثلة في ضآله أجور الأيدي العاملة من جهة، والتسهيلات الإنتمائية من جهة أخرى. ولقد نقلت تلك الاستثمارات الضخمة جرثومة التضخم في البلدان التي استقرّت فيها، وأطلق عليها اسم : الأموال الطائرة أو الشاذة.
ففي ألمانيا الاتحادية مثلا، بلغ مجموع قيمة المعاملات الأجنبية (التجارية والنقدية) بين عامي 1970 - 1973، 78 مليار مارك ألماني، عشرها فقط استخدم في الحسابات الجارية، وبقيتها اعتبرت استيرادات « شاذة » لرؤوس أموال ليس لدى الحكومة الألمانية أي حاجة بها . وما يقال عن ألمانيا الغربية، ينطبق نسبياً على غيرها من الأقطار الصناعية المتقدمة. فرأس المال ليس له رائحة، وهو يلهث وراء الربح في أي مكان.
فألمانيا الغربية واليابان تصدرتا لائحة الدول الصناعية، بحيث يظهر التثمير المالي الرابح في أكثر من قطاع صناعي. من هنا تزاحم رؤوس الأموال الأجنبية، وفي طليعتها الدولار بوصفه « عملية دولية وسيطة »، على اقتحام الأسواق النقدية الألمانية واليابانية توقعاً للأرباح الطائلة التي سوف تجنيها من توظيفها هناك. ولقد أدى طوفان تدفق تلك الأموال (غير الطبيعية) إلى تسريع خطوات التضخم في أوروبا الغربية كلها تقريباً. وحتى سويسرا ألني كانت تعتبر جزيرة استقرار مالي، قد اضطرت عام 9171 إلى اتخاذ عدد من التدابير الصارمة مثل فرض فائدة معينة على رؤوس الأموال التي ترغب في الاختباء داخل خزائن مصارفها، وذك منعاً من استشراء داء التضخم في مفاصل اقتصادها وأسواقها المالية .